# 万葉学者
万葉学者（まんようがくしゃ）とは、日本最古の歌集『万葉集』を研究の対象とする研究者の事である。

## 万葉学者一覧

### あ行
- 青木生子 - 日本女子大学
- 阿蘇瑞枝 - 共立女子大学・日本女子大学・昭和女子大学
- 伊藤博 - 専修大学・筑波大学
- 稲岡耕二 - 東京大学・上智大学
- 犬養孝 - 大阪大学
- 上野誠 - 奈良大学・國學院大學
- 小川靖彦 - 和光大学・日本女子大学・青山学院大学
- 小野寛 - 駒澤大学・高岡市万葉歴史館
- 澤瀉久孝 - 京都大学
- 折口信夫 - 國學院大學・慶應義塾大学

### か行
- 海北若冲
- 加藤千蔭（橘千蔭）
- 荷田春満
- 賀茂真淵
- 鹿持雅澄
- ドナルド・キーン - コロンビア大学
- 清原和義 - 武庫川女子大学
- 契沖
- 五味智英 - 東京大学
- 五味保義 - 歌人

### さ行
- 斎藤茂吉
- 坂本信幸 - 奈良女子大学
- 佐佐木信綱
- 佐竹昭広 - 京都大学・成城大学
- 島田修三
- 品田悦一
- 仙覚
- 曾倉岑 - 青山学院大学

### た行
- 高木市之助 - 東京大学
- 高崎正秀 - 國學院大學
- 田口尚幸 - 愛知教育大学
- 武田祐吉 - 國學院大學
- 多田一臣 - 千葉大学・東京大学
- 土屋文明 - 歌人
- 土橋寛 - 同志社大学

### な行
- 内藤明 - 早稲田大学
- 中西進 - 成城大学・筑波大学・万葉文化館

### は行
- 芳賀紀雄 - 筑波大学
- 橋本達雄 - 専修大学
- 久松潜一 - 東京大学
- 富士谷御杖

### ま行
- 三浦佑之 - 千葉大学・立正大学
- 毛利正守 - 大阪市立大学・武庫川女子大・皇學館大学
- 本居宣長
- 森本治吉 - 二松学舎大学

### や行
- 由阿

### ら行
- リービ英雄 - 法政大学